# آگامای وزغی ایرانی
 آگامای وزغی ایرانی(نام علمی: Phrynocephalus persicus persicus) نام یک گونه از سرده آگامای سر وزغی است.